# Straža (Šentrupert, Slovenija)
Straža je naselje u slovenskoj Općini Šentrupertu. Straža se nalazi u pokrajini Dolenjskoj i statističkoj regiji Jugoistočnoj Sloveniji. 

## Stanovništvo
Prema popisu stanovništva iz 2002. godine naselje je imalo 122 stanovnika.